# 反町薬師

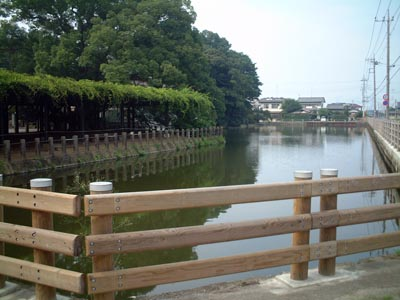
反町薬師の周囲の堀

反町薬師（そりまちやくし）は、群馬県太田市新田反町町にある真言宗の寺院。正式名称は瑠璃山妙光院照明寺。1月4日には厄除けの縁日が開かれる。境内には桜の木や藤棚があり、花の季節には見物客でにぎわう。
敷地は新田義貞の居館跡といわれる場所で「反町館跡」とも呼ばれ、「新田荘遺跡」のうちの1箇所として国の史跡に指定されている。現在でも寺の周囲には堀や土塁が残っている。

## 歴史
- 14世紀初頭に築造され、新田氏の居館となった。
- 戦国時代には拡張され、三重の堀を巡らす城郭となった。
- 1584年、後北条氏が金山城を攻撃する際の本陣となった。
- 1590年、後北条氏が豊臣秀吉に敗れると、幕下であった金山城主由良氏の左遷とともに廃城した。
- 由良氏により、館跡に照明寺建立。

## 交通アクセス
自動車
- 東北自動車道館林ICより約50分。
- 北関東自動車道伊勢崎ICより約20分。

鉄道
- 東武伊勢崎線太田駅よりタクシーで約30分。
- 東武伊勢崎線木崎駅よりタクシーで10分。